# Sol y sombra
El sol y sombra es una bebida alcohólica mezcla de brandy o coñac («sombra») y de anís dulce («sol»). Es un combinado tradicional y muy popular en algunas zonas de España, y consumición habitual en los bares. Se suele mezclar en la misma proporción el coñac y el anís dulce, y servirse en una copa de licor de pequeño tamaño.

## Ingredientes
- ½ vaso de anís dulce.
- ½ vaso de brandy o coñac.

## Preparación
Para preparar este cóctel se echa primero el hielo en la coctelera, a continuación se añade el anís («sol») y el brandy o coñac («sombra») en el recipiente y se mezclan ambos licores para que queden perfectamente integrados; ayudándose de una cuchara o cucharón. Tras asegurarse de que la coctelera está cerrada perfectamente, se procede a agitar enérgicamente para que los sabores se mezclen y el hielo enfríe los licores.
Finalmente se sirve la mezcla de sol y sombra en las copas llenándolas hasta la mitad.

## Historia
Antiguamente al terminar de comer era habitual pedir una copa de algún alcohol al camarero, a lo que este respondía con una sola pregunta: «¿Anís o coñac?». Esto se debía a que en la mayoría de los bares de España era muy popular que estas dos bebidas se encontrasen en el establecimiento ya que eran las más populares y consumidas. 
En algún momento a alguna persona o a varias se les ocurrió mezclar ambas bebidas, y como resultado de esta combinación surgió el actual famoso cóctel sol y sombra.
Se suelen hacer estas mezclas con dos licores de opuesto sabor y color, dando lugar a un peculiar sabor.